# Studium generale

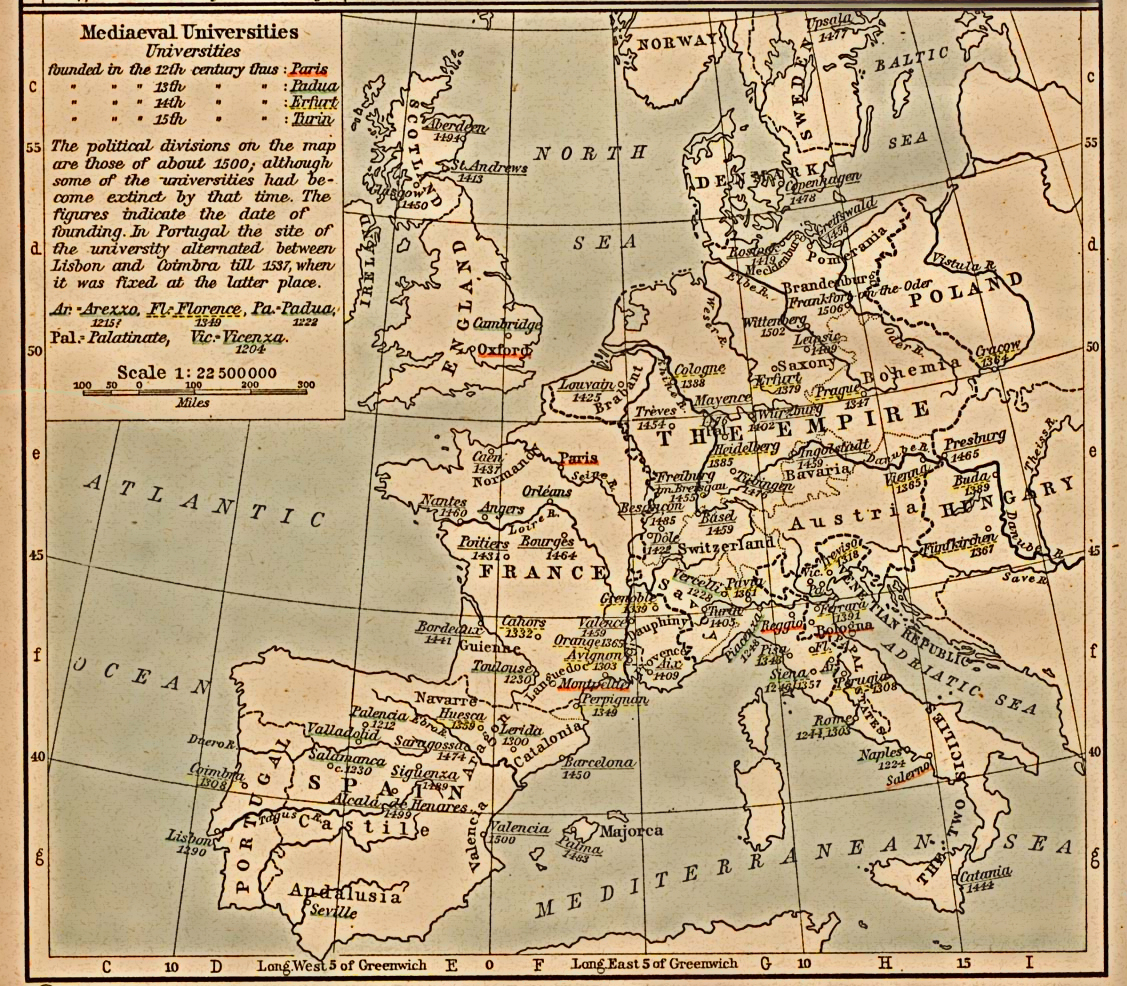
Mapa středověkých univerzit v Evropě, přibližně do roku 1500.

Studium generale je obvyklé starší označení pro univerzitu ve středověké Evropě.

## Vymezení pojmu
Pro termín studium generale neexistuje žádná oficiální definice. Pojem se poprvé objevil na počátku 13. století mimo vžitý zvyk a znamenal místo, kde byli přijímáni studenti z blízkého i dalekého kraje, či ze zahraničí. Zatímco studium particulare přijímalo především místní studenty, studium generale naproti tomu zahrnovalo studenty ze všech regionů a všech zemí.
V průběhu 13. století tento termín postupně získával přesnější (byť stále neoficiální) význam jako místo, které přijímalo studenty ze všech míst, kde se vyučovala svobodná umění a mělo alespoň jednu z vyšších fakult (tj. fakultu teologie, právo nebo medicína) a významnou část výuky vykonávaly osoby s magisterským titulem.
Postupně se objevilo ještě čtvrté kritérium: mistr, který vyučoval a byl zapsán v cechu mistrů Studium Generale, měl právo vyučovat v jakémkoli jiném studiu bez dalšího zkoušení. Toto privilegium, známé jako jus ubique docendi, bylo podle zvyku vyhrazeno pouze magistrům tří univerzit: Salernské, Boloňské a Pařížské. Jejich pověst byla tak výjimečná, že absolventi a učitelé těchto škol byli vítáni ve všech ostatních studiích, samy však nepřijímaly externí učitele bez přezkoušení.
V současné době je pojem studium generale primárně užíván v kontextu evropských univerzit jako popis pro přednášky, semináře a další aktivity, jejichž cílem je poskytnout akademické základy pro studenty a širokou veřejnost. Jsou v souladu s pojetím humanismu tradičních univerzit, aby dosáhly poskytovaly všeobecné vzdělání i mimo svou působnost.
V prvních poválečných letech v Německu byl koncept znovu zaveden například s programem zahájeným v roce 1948 na Leibnizově ústavu  univerzity v Tübingenu.

## Historie
Většina raných studií generalia se nacházela v Itálii, Francii, Anglii, Španělsku a Portugalsku a tato místa byla považována za nejprestižnější místa vzdělávání v Evropě. Svatý stolec i nadále označoval mnoho nových univerzit jako studia generalia, avšak význam této pocty v průběhu staletí klesal.
Již ve 13. století byli učenci ze studia generale zváni, aby přednášeli na jiných ústavech po celé Evropě a sdíleli učení a dokumenty, což vedlo k akademické kultuře tak jak ji lze vidět na současných evropských univerzitách.
Univerzity obecně považované za studia generalia ve 13. století byly:
- Boloňská univerzita (založena v roce 1088)
- Oxfordská univerzita (založena v roce 1167)
- Univerzita v Cambridgi (založena v roce 1209)
- Pařížská univerzita (založena v roce 1215)
- Univerzita v Arezzu (založena v roce 1215)
- Univerzita v Salamance (založena v roce 1218)
- Padovská univerzita (založena v roce 1222)
- Neapolská univerzita (založena v roce 1224)
- Toulouská univerzita (založena v roce 1229)
- Univerzita v Northamptonu (založena v roce 1261, uzavřena v roce 1265)
- Univerzita v Sieně (založena v roce 1240)
- Univerzita ve Valladolidu (založena v roce 1241)
- Univerzita v Salernu (nejisté)
- Montpellierská univerzita (založena v roce 1289)
- Univerzita v Coimbře (založena v Lisabonu v roce 1290)
- Univerzita v Alcalá (založena v Alcalá de Henares 20. května 1293)

Zakládány byly jak církevní, tak světské univerzity a jejich seznam se rychle rozrůstal. Mnoho z těchto univerzit přijalo formální potvrzení jejich stavu jako generalia studia ke konci 13. století prostřednictvím papežské buly, spolu s řadou novějších univerzit. Zatímco tyto papežské buly zpočátku víceméně jen udělovaly privilegia konkrétní univerzitě (Bologna, Paříž), na konci 13. století univerzity vyžadovaly papežskou bulu, která by jim přiznávala ius ubique docendi, privilegium udělovat mistrům povolení k výuce na všech univerzitách bez dalšího přzekoumání (Haskins, 1941:282).
Univerzit oficiálně uznaných jako studia generalia ve 14. století bylo několik, mezi nimi:
- Univerzita v Lleidě (založena v roce 1301)
- Univerzita Sapienza v Římě (založena v roce 1303)
- Univerzita v Perugii (založena v roce 1308)
- Florentská univerzita (založena v roce 1321)
- Univerzita v Pise (založena v roce 1343)
- Univerzita Karlova v Praze (založena v roce 1348)
- Univerzita v Pavii (založena v roce 1361)
- Jagellonská univerzita v Krakově (založena v roce 1364)
- Vídeňská univerzita (založena v roce 1365)
- Zadarská univerzita (založena v roce 1396)